# Red Dog Mine
Red Dog Mine – jednostka osadnicza w Stanach Zjednoczonych, w stanie Alaska, w okręgu Northwest Arctic.